# 吳敬修
吳敬修（1864年—1936年），字菊农，河南光州（1913年改为潢川县）人，清末民初政治人物。

## 生平
吴敬修是光緒二十年（1894年）甲午恩科进士；同年五月，改翰林院庶吉士。光緒二十一年四月，散館，授翰林院編修。光绪二十七年十二月初二日由翰林院编修调任广西学政。次年由汪贻书取代。
中华民国成立后，吳敬修曾任平政院评事、肃政厅肃政史。